# مقاطعة بيرون
مقاطعة بيرون (بالتشيكية: Okres Beroun)‏ هي مقاطعة (أوكريس) في إقليم بوهيميا الوسطى في جمهورية التشيك.
عاصمة هذه المقاطعة هي قرية بيرون.

## اقرأ أيضاً
- مقاطعات جمهورية التشيك